# Loïc Nottet
Loïc Nottet (Charleroi, 10 aprile 1996) è un cantante, cantautore e ballerino belga, partecipante all'edizione del 2014 di The Voice Belgique e rappresentante del Belgio all'Eurovision Song Contest 2015, che l'ha visto classificarsi in quarta posizione con 217 punti.
Dal 2015 è sotto contratto con la Sony Music.

## Biografia
Ha partecipato nel 2014 come concorrente alla terza edizione di The Voice Belgique (versione belga del format The Voice) nel team di Beverly Jo Scott, classificandosi al secondo posto.
Nell'ottobre dello stesso anno è uscito il suo primo videoclip: una cover di Chandelier di Sia, la quale ha espresso il proprio apprezzamento verso l'opera tramite il suo account Twitter, incoraggiando Nottet ad andare avanti.
Il 3 novembre 2014 la Radio-Télévision Belge de la Communauté Française (RTBF), emittente televisiva della comunità francofona belga, ha annunciato ufficialmente che Nottet avrebbe rappresentato il Belgio all'Eurovision Song Contest 2015 a Vienna col brano Rhythm Inside. La canzone è riuscita a raggiungere la finale, dove ha conquistato il 4º posto con 217 punti, riportando per il Belgio il miglior risultato alla manifestazione eurovisiva dall'Eurovision Song Contest 2003, anno nel quale le Urban Trad arrivarono seconde con 165 punti. Inoltre, era dal 2010, con la canzone Me and My Guitar di Tom Dice, che il Belgio non arrivava nella top 3 della semifinale.
Ha vinto, nel 2015, la sesta edizione di Danse avec les stars, versione francese di Ballando con le stelle.
Il 27 ottobre 2017, esce il suo single Million Eyes che diventerà un successo internazionale, oggi ha più di 60 milioni di visti su YouTube.
Nel novembre 2017 ha vinto il premio come Best Belgian Act agli MTV Awards EMA 2017 di Londra.

## Discografia

### Album in studio
- 2017 – Selfocracy
- 2020 – Sillygomania
- 2023 – Addictocrate

### EP
- 2019 – Candy

### Singoli
- 2015 – Rhythm Inside
- 2016 – Million Eyes
- 2017 – Mud Blood
- 2017 – Hungry Heart
- 2017 – Doctor
- 2017 – Go To Sleep
- 2018 – On Fire
- 2019 – 29
- 2020 – Mr/Mme
- 2020 – Strangers (Laura Tesoro)
- 2022 - Mélodrame
- 2023 — Danser